# Enköpings Elementarskola för flickor
Enköpings Elementarskola för flickor var en flickskola i Enköping, grundad 1873.  
Ursprunget till skolan var "Lina Husbergs skola", som grundades 1873 av Lina Husberg, en av Cecilia Fryxells elever. Enköpings Elementarskola för flickor bildades 1885 och förenades då med den förra flickskolan, vars föreståndare Lina Husberg sedan också var föreståndare för  Elementarskolan 1885-1894.  